# Les Mousquetaires endiablés
Les Mousquetaires endiablés ou De dolle musketiers en Néerlandais est le vingt-cinquième album de bande dessinée de la série Bob et Bobette. Il porte le numéro 89 de la série actuelle. Il a été écrit par Willy Vandersteen et publié dans De Standaard et Het Nieuwsblad du 26 novembre 1952 au 6 avril 1953. C'est la première histoire où apparaît Jérome qui deviendra ensuite un personnage principal de la série.

## Synopsis
Après avoir lu Les Trois Mousquetaires, Lambique est devenu passionné par les mousquetaires. Pour son anniversaire, le professeur Barabas lui offre donc un voyage grâce à la télétemps qui l'emporte avec ses amis Bob, Bobette, et Sidonie à l'époque des mousquetaires.
Ils se mettent au service de la reine, qui leur demande de retrouver son fils, le dauphin, enfermé dans une tour. Un duc veut contrecarrer leur mission, et dispose d'une mystérieuse arme secrète cachée dans un coffre (Jérôme). Vers la fin de l'histoire, il se révèle que le dauphin a toujours accompagné les amis, déguisé en  "Masque de Fer".

## Personnages
- Bobette
- Bob
- Lambique
- Sidonie
- Jérôme (première apparition)
- Barabas
- Le dauphin
- Le masque de fer
- Marie-Angèle
- La reine
- Le duc Le Handru

## Lieux
- Belgique
- France

## Époque
L'histoire se passe en grande partie au XVIIe siècle.

## Autour de l'album
- L'histoire est directement basée sur deux romans d' Alexandre Dumas : Les trois mousquetaires (1844) et Le Vicomte de Bragelonne ou dix ans plus tard (1848). Tout comme dans la dernière histoire de Dumas, l' homme au masque de fer est un élément de l'histoire important[2],[3].

## Éditions
- De dolle musketiers, Standaart, 1953 : Édition originale en néerlandais
- Les Mousquetaires endiablés, Erasme, 1955 : Première édition comme numéro 12 de la série rouge en bichromie.
- Les Mousquetaires endiablés, Erasme, 1969 : Réédition comme numéro 89 de la série actuelle en quadrichromie.